# نادي الرجاء الرياضي للسيدات
نادي الرجاء الرياضي للسيدات أو نادي الرجاء النسوي لكرة القدم هو القسم النسائي في نادي الرجاء الرياضي ومقره في الدار البيضاء وتم إنشاؤه في عام 2002. ويلعب النادي في البطولة الوطنية المغربية للسيدات.

## التاريخ
في عام 2008، شهدت كرة القدم النسائية المحلية أول ظهور لكأس العرش لكرة القدم للسيدات. فازت الرجاء بالنسخة الثانية. في نهاية موسم 2008-2009، الذي شهد فوز نادي الرجال بالبطولة، أنهت سيدات الرجاء للمرة الأولى البطولة النسائية في المركز الثاني، خلف رجاء عين حرودة.
وفي 25 نوفمبر 2010، تمكن النادي من إحراز لقبه الأول، كأس العرش، بعد سحق نهضة طانطان في النهائي بنتيجة (6-1). يعتبر موسما 2008-2009 و2009-2010 العصر الذهبي لنادي الرجاء النسوي في القسم النسائي. 

## شعار النادي

## إنجازات النادي
|  | البطولات  | الألقاب | السنوات |
|  | --------- | ------- | ------- |
|  | كأس العرش | 1       | 2010    |